# جاده ئی۶۰۳ اروپا
جاده ئی۶۰۳ اروپا (به انگلیسی: European route E603) یکی از جاده‌های درجه ۲ قاره اروپا است.
این جاده که در کشور فرانسه قرار دارد از شهر سنت، شارانت-ماریتیم شروع شده و در شهر لیموژ به پایان می‌رسد.